# Општина Салсиг (Марамуреш)
Салсиг (рум. Sălsig) општина је у Румунији у округу Марамуреш.
Oпштина се налази на надморској висини од 160 m.